# Angel of Darkness
Inju Kyoshi (яп. 淫獣教師 Индзю: кё:си, «Развратный зверь-учитель») или Angel of Darkness (англ. «Ангел тьмы») — четырёхсерийное аниме в жанре хентай, сделанное на студии Pink Pineapple и выпущенное в 1994 году. По сути является смешением порнографии, научной фантастики и ужасов. Основная тематика — тентакли. В США аниме лицензировано SoftCel Pictures.
В 1995—1997 годах компания Critical Mass Video выпустила пять полнометражных фильмов, снятых по мотивам Angel of Darkness.

## Сюжет
В христианский колледж прибывают первокурсницы. Главными героинями являются застенчивая Саяко и Ацуко, энергичная и атлетически сложенная девушка с голубыми волосами. Возлюбленные рады наконец-то оказаться в колледже и ещё сильнее рады тому, что делят одну комнату. Ацуко беспокоит лишь то, что она должна попытаться скрыть свои отношения от сестры, которая преподаёт в этом колледже. Однако демонический элементаль, находящийся под алтарём в храме, оживает. Он захватывает одного из учителей-мужчин, по имени Года. С помощью директора школы, Года кормит существо и мечтает привести его к возрождению.

## Роли озвучивают
- Хонами Акэиси — директор
- Какуари Кия — Ром
- Кэйко Тоита — Ацуко
- Мияхиро Найто — Года
- Соноко Хосои — Саяка
- Соко Хада — Юко